# Everything Is Borrowed
Everything Is Borrowed er titlen på The Streets' album fra 2008, som blandt andet indeholder sangen af samme navn.
Skinner var i Danmark for at indspille en udgave af sangen på dansk i samarbejde med DR PigeKoret. Omkvædet blev oversat direkte fra engelsk til dansk.

## Trackliste
1. "Everything Is Borrowed" – 4:04
2. "Heaven for the Weather" – 3:27
3. "I Love You More (Than You Like Me)" – 3:45
4. "The Way of the Dodo" – 3:33
5. "On the Flip of a Coin" – 3:21
6. "On the Edge of a Cliff" – 3:04
7. "Never Give in" – 3:25
8. "The Sherry End" – 2:46
9. "Alleged Legends" – 3:12
10. "The Strongest Person I Know" – 3:03
11. "The Escapist" – 5:16
12. "To Your Face" (iTunes bonus track) – 3:35